# Trivignano
Trivignano è una località del comune di Venezia situata nella terraferma (municipalità di Chirignago-Zelarino).

## Geografia fisica
Si trova all'estremità nord-occidentale della terraferma veneziana, confinando a nord con Peseggia e Gardigiano, a ovest con Martellago, a sud con l'Olmo e a est con Zelarino. L'area è compresa grossomodo tra i fiumi Dese a nord e Marzenego a sud; degli altri corsi d'acqua, si citano il rio Storto, che confluisce nel Marzenego in prossimità della linea dei bivi, e il canale Bazzera, che lambisce il lato sud di via Gatta.
Il cuore del paese si trova lungo via Castellana (SR 245), ma viene considerata parte di Trivignano anche la località Tarù, zona rurale che si estende più a nord sulle due rive del Dese.

## Origini del nome
L'etimo del toponimo è incerto. Sebbene tutti gli studiosi vi riconoscano la radice tri- ("tre"), non è ancora chiara l'origine della seconda parte del nome. Così l'Agnoletti lo fa derivare da "tre vie", mentre Antonio Niero da "tre borgate" (ricollegandosi al latino vicus); una spiegazione popolare lo collega a "tre vigne".

## Storia
Sotto Napoleone costituì un comune autonomo. In seguito il municipio venne spostato a Zelarino, divenendone frazione, e ne seguì le sorti quando questo fu soppresso e il suo territorio accorpato al comune di Venezia (1926).

## Monumenti e luoghi d'interesse

### Parrocchiale
L'intitolazione a san Pietro apostolo è recente: prima dell'intervento del patriarca di Venezia Giovanni Urbani (1968) la chiesa era dedicata a san Pietro in vincoli e, di conseguenza, la festa patronale ricorreva il 1º agosto e non il 29 giugno.
Carlo Agnoletti colloca le origini della chiesa all'epoca degli Ottoni, periodo in cui fu istituita la festa di San Pietro in Vincoli. Il parroco Francesco Fabro, invece, le anticipa addirittura all'impero di Teodosio II, quando avvenne il miracolo delle catene di san Pietro. Probabilmente fu sin dagli inizi cappella della pieve di Mestre e venne citata per la prima volta in un documento del 1297.
Nel 1857 la chiesa assunse l'attuale aspetto e, nel 1983, il campanile è stato restaurato.

### Villa da Mosto
Affacciata sul lato nord di via Castellana, si trova nel cuore del centro abitato, in prossimità della chiesa.
Probabilmente è di origine settecentesca ed è attestata per la prima volta nel catastico redatto da Tommaso Scalfarotto nel 1781, quando era del patrizio Francesco da Mosto. Dovrebbe essere lo stesso edificio citato da Francesco Scipione Fapanni nel 1853 come proprietà dell'agronomo Vettore da Mosto. Passata poco dopo ai Bellinato, oggi è della parrocchia che la utilizza per le proprie attività.
È un palazzo dal volume compatto, costituito da tre livelli e organizzato secondo la tradizionale tripartizione veneziana che vede gli ambienti interni distribuirsi attorno a un salone passante centrale. Nonostante un certo sbilanciamento su un lato a causa di rimaneggiamenti operati nel tempo, è ben riconoscibile la simmetria originale con polifore lungo il partito centrale (leggermente sopraelevato ed esaltato da un timpano) e coppie di finestre su quelli laterali.
Il piano nobile è sottolineato dalle aperture archivoltate e dalla trifora centrale aperta su un poggiolo. Al piano superiore si trova una trifora ad archi ciechi con imposte modanate a filo del cornicione. Le quote dei davanzali, degli architravi al piano terra e dell'imposta degli archi al primo piano sono marcate da fasce leggermente aggettanti e di diverso colore
Il fronte secondario è più sobrio, mancando l'enfatizzazione del partito centrale. Qui la forometria è costituita da semplici finestre disposte regolarmente.
Il complesso comprende anche due barchesse; quella est, mediante una parziale demolizione, è stata separata dal corpo centrale.

### Villa Lin

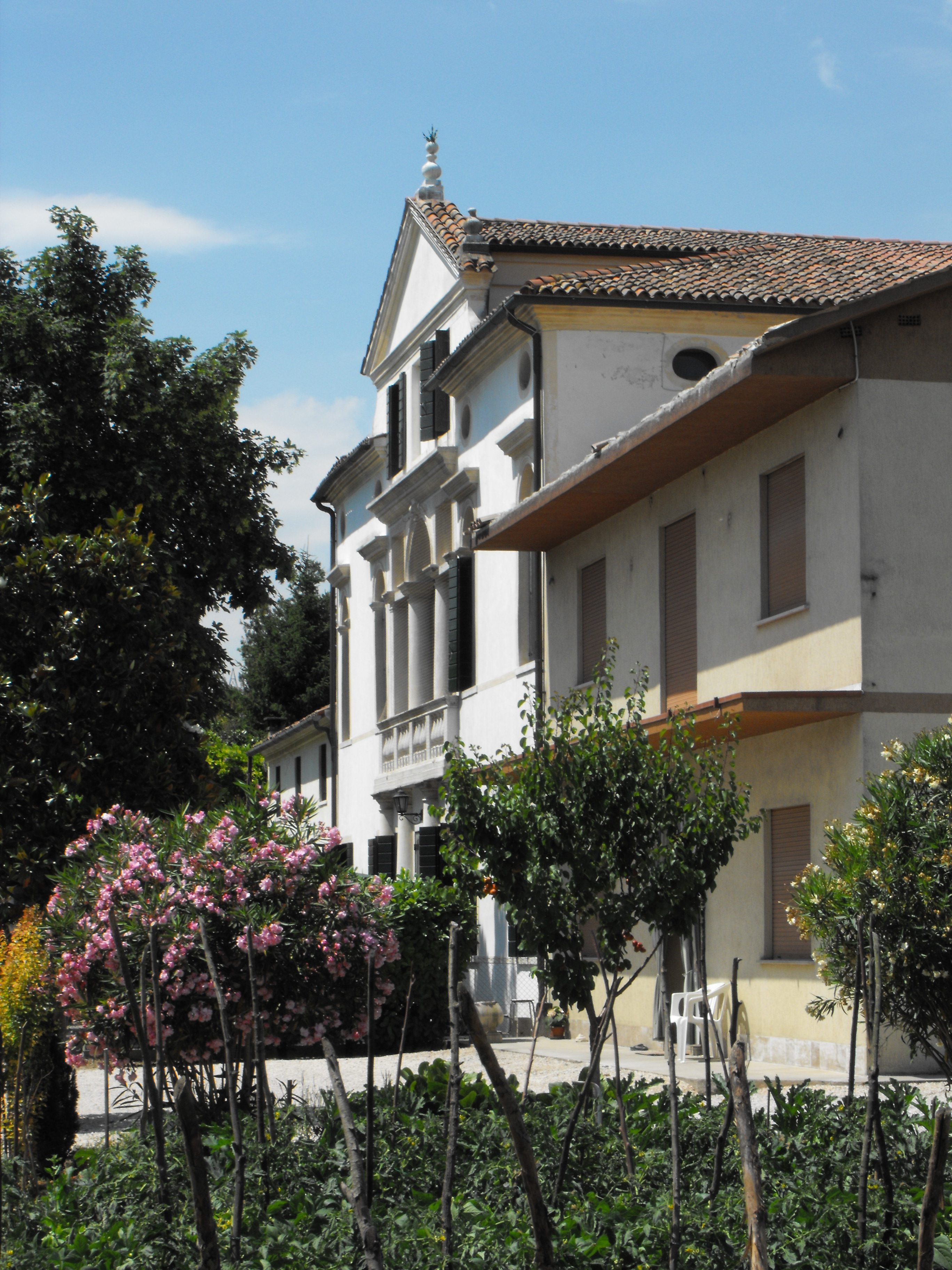
Villa Lin.

Si trova a nord del centro abitato, verso la metà di via Ca' Lin alla quale ha dato il nome.
Innalzata probabilmente nel Settecento, come testimoniato dal catastico del 1781 redatto da Tommaso Scalfarotto era proprietà dei Lin, che nell'allora comune di Tarù possedevano anche un'altra villa (attestata sino alla metà dell'Ottocento e oggi scomparsa). Passata in eredità ai Moro Lin, fu in seguito dei Matteazzi e dei Trevisan. Vincolata nel 1967, quando era dei Bottacin, è oggi dei Santon-Boer.
È strutturata internamente secondo la tradizionale ripartizione con salone passante centrale, riconoscibile anche nell'impaginato dei prospetti. L'edificio è sostanzialmente un volume compatto e simmetrico, con la parte centrale a tre piani e quelle laterali di due. Il fronte principale è quello meridionale e si caratterizza per le aperture disposte regolarmente, sia in senso verticale che orizzontale.
Lungo l'asse principale della facciata è disposta una trifora per ciascuno dei tre piani: un portone d'ingresso con coppia di finestre al piano terra, tutti architravati e inquadrati da semicolonne doriche; una serliana affiancata da due aperture laterali al secondo piano, affacciate su uno stretto balcone; tre finestre architravate (di cui quella centrale è oggi cieca) all'ultimo livello. Il partito centrale è esaltato da un timpano a profilo triangolare con acroteri. I corpi laterali presentano una tripla fila di coppie di aperture: finestre architravate al piano terra, centinate con stipiti a pilastro e arco cieco al primo piano, piccoli fori ovali al secondo. Il prospetto secondario è analogo, anche se i profili e gli elementi architettonici sono di gran lunga più semplici; ben evidenti due canne fumarie che emergono dalla parete.
Per quanto riguarda gli interni, degni di nota sono i resti di affreschi settecenteschi nel salone del piano terra, restaurati a partire dal 1967.
Delle due barchesse resta solo un tratto di quella ovest, caratterizzato da arcate a tutto sesto.

### Casino Lisso
Sorge lungo via Ca' Lin, in prossimità del confine con Martellago e Peseggia.
Assieme al vicino oratorio della Madonna del Rosario (donato dall'ultima proprietaria alla parrocchia di Trivignano), faceva parte di un complesso domenicale attestato nel catastico del 1781 come proprietà della famiglia Rubbi. Versano oggi cattive condizioni perché da tempo abbandonati.
È costituito da un volume compatto a due livelli, orientato in direzione nord-sud; poggia su uno zoccolo delimitato da un cordolo in pietra ed è coronato per tutto il suo perimetro da una cornice dentellata.
Il fronte principale si volge a sud e presenta cinque assi verticali su cui si dispongono le aperture. In corrispondenza di quello centrale si apre il portale d'ingresso ad arco a tutto sesto con stipiti a pilastro, accessibile mediante una breve scalinata. La fascia centrale dell'edificio è conclusa da un timpano triangolare poggiante sulla cornice di gronda. Le rimanenti aperture sono tutte rettangolari e architravate.

### Mulini

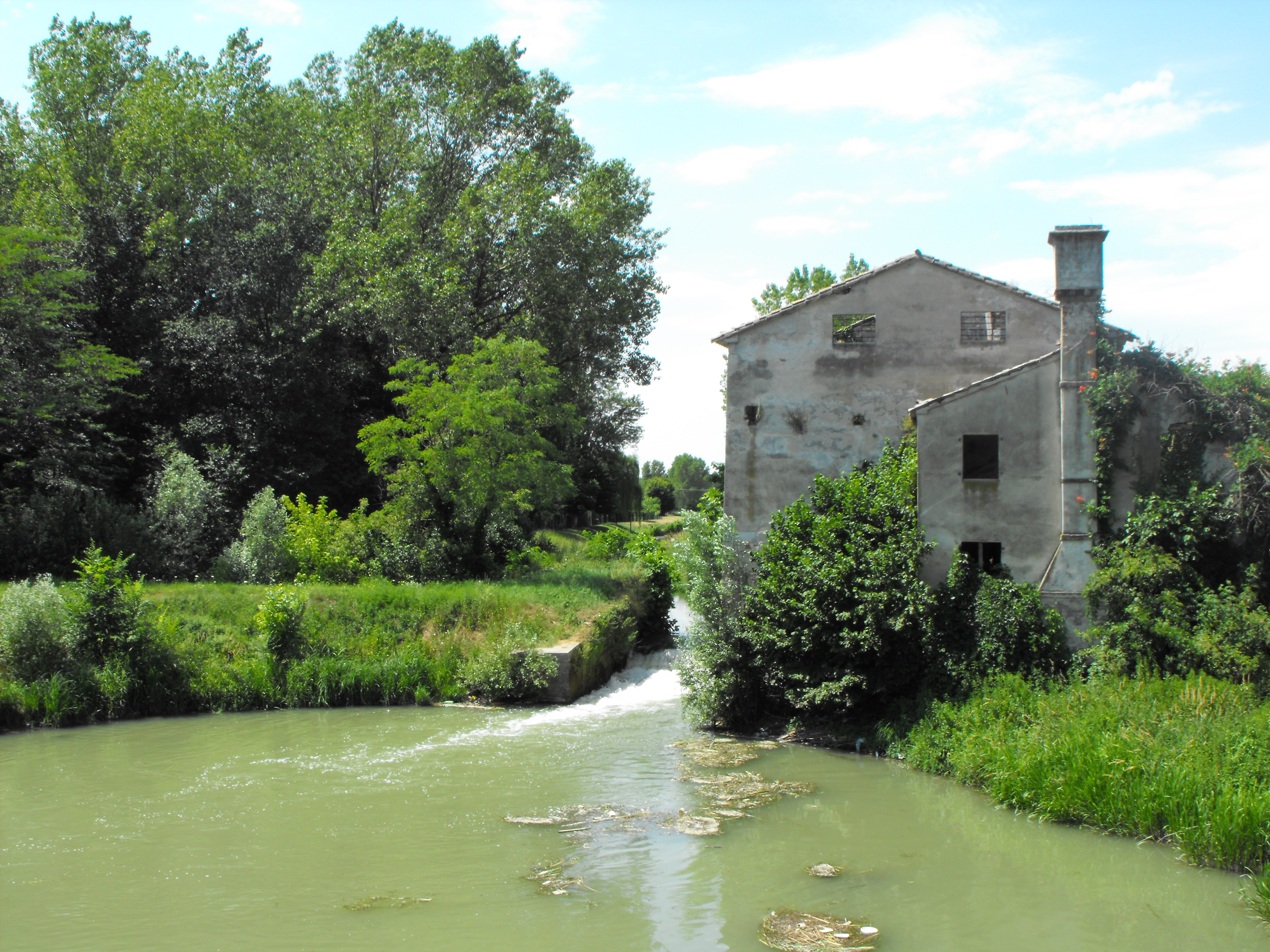
Mulino Ca' Bianca sul Marzenego.

Il Marzenego e il Dese hanno alimentato per secoli un'intensa attività molitoria, ma attualmente restano gli ex mulini Scabello, Ca' Bianca, Tarù e Cellere.
Il mulino Ca' Bianca ha origini antichissime: sembra che esistesse già nel 1085, quando era proprietà delle monache di Sant'Eufemia a Venezia. Passato ad un altro convento, nel 1568 fu potenziato ma divenne demaniale in seguito alle soppressioni napoleoniche del 1806. L'aspetto originale è stato gravemente danneggiato quando il mulino è stato adattato a cartiera, peraltro attualmente in stato di abbandono. In corso un progetto di ristrutturazione completa del mulino per creare al suo interno un ristorante e riqualificare l'area.
Anche il mulino Scabello appartenne a vari ordini monastici femminili, ma ora versa in un grave stato di degrado. L'edificio fu costruito nel 1614 ed era l'unico mulino della zona che macinava sia zolfo che granaglie.
Il mulino Tarù (o Marcello, dalla famiglia che ne fu proprietaria), edificato nell'omonima località lungo il Dese, a fine Ottocento era uno dei mulini con maggior lavoro del comune di Zelarino, favorito da un bel salto d'acqua e dalla maggiore portata del Dese rispetto al Marzenego. Poco più a monte si trova il mulino Cellere (o Cagnin). Entrambi sono oggi convertiti ad abitazioni.